# Henk van den Idsert
Henrikus Marie (Henk) van den Idsert (Alkmaar, 17 augustus 1921 - Bergen (Noord-Holland), 6 december 1993) was een Nederlandse kunstschilder en beeldhouwer.
Hij volgde zijn opleiding aan de Rijksakademie van beeldende kunsten in Amsterdam. Na de Tweede Wereldoorlog vestigde hij zich in Bergen waar hij les kreeg van o.a. Germ de Jong en Matthieu Wiegman. Hij behoorde tot de tweede generatie Bergense School en was lid van het KunstenaarsCentrumBergen (KCB). Zijn werk is verwant aan het kubisme van de Bergense School  maar het is geschilderd in een veel lichter palet. In de jaren 1945 - 1997 is het werk regelmatig geëxposeerd in zowel solo- als groepstentoonstellingen. Enkele werken zijn nagelaten aan  Museum Kranenburgh in Bergen en daar nog te zien.
Hij werkte in diverse materialen: inkt, houtskool, aquarel, gouache, pastel en met name in olieverf. Daarnaast heeft hij ook monumentale opdrachten uitgevoerd in mozaïek, fresco en natuursteen.
Zijn onderwerpen vond hij in de directe omgeving van Bergen en het Noord-Hollandse landschap: bosgezichten, de polder met boerderijen, koeien en paarden. Hij heeft ook gewerkt in het buitenland: met name in Frankrijk maar ook in Italië, Schotland, Israël en Kenia. Naast landschappen heeft hij portretten, bloemstillevens en religieus geïnspireerd werk geschilderd.
Als beeldhouwer was hij autodidakt. In Parijs heeft hij gewerkt in het atelier van de Russische beeldhouwer Ossip Zadkine die hij zeer bewonderde. Vooral in de taille directe - het zonder voorstudies hakken in steen - bekwaamde hij zich. Zijn voorkeur ging uit naar zeer harde steensoorten zoals hardsteen en graniet. Daarnaast hakte hij ook in diverse houtsoorten. Hij maakte voornamelijk menselijke figuren en dieren. 
Van 19 maart tot 12 juni 2023 - dertig jaar na zijn overlijden - is er een tentoonstelling georganiseerd van schilderijen en beelden uit de collecties van zijn kinderen in Museum en Beeldentuin Nic Jonk in Grootschermer. Er zijn vooral schilderijen van het Noord-Hollandse boerenland en van het Bergerbos te zien. Ook worden enkele grote stenen en houten beelden geëxposeerd en een aantal kleine bronzen beeldjes.

## Bron
- Rijksbureau voor Kunsthistorische Documentatie.

- Biografisch Portaal: 83583516
- International Standard Name Identifier: 0000 0003 9672 8137
- Nederlandse Thesaurus van Auteursnamen: 166192848
- RKD-Nederlands Instituut voor Kunstgeschiedenis: 40901
- Virtual International Authority File: 291756672
- WorldCat: E39PBJkTcfjGj7qjWtJRVjwt8C